# Kurosch Rezwan
Kurosch Rezwan (* 1975) ist ein Schweizer Materialwissenschaftsingenieur und Professor an der Universität Bremen. Von 2013 bis 2015 war er Konrektor für Forschung und wissenschaftlichen Nachwuchs.

## Biografie
Rezwan wuchs in der Schweiz bei seinen iranischstämmigen Eltern auf.
Das Studium der Materialwissenschaften und die Promotion schloss Rezwan an der ETH Zürich ab. Der Ingenieur forschte danach in den USA und in England. 2006 wurde er als Juniorprofessor nach Bremen berufen. Seit 2009 leitet Rezwan als Universitätsprofessor das Fachgebiet „Keramische Werkstoffe und Bauteile“ im Fachbereich Produktionstechnik an der Universität Bremen. Er und seine Arbeitsgruppe wurden mehrfach national und international für ihre Forschung ausgezeichnet, unter anderem vom Europäischen Forschungsrat. Er war Bundesvorsitzender der „Deutschen Gesellschaft der JuniorprofessorInnen“ und gewähltes Mitglied weiterer Gremien. Seit November 2019 ist er gewählter Sprecher des Wissenschaftsschwerpunktes "MAPEX - Center of Materials and Processes" an der Universität Bremen.

### Rektorat
Im November 2012 wurde Rezwan vom Akademischen Senat (AS) als neuer Konrektor für Forschung und wissenschaftlichen Nachwuchs zum 1. April 2013 bestellt. Er war bis 2015 Konrektor.